# Corbin Burnes
Corbin Brian Burnes (Bakersfield, 22 ottobre 1994) è un giocatore di baseball statunitense, di ruolo lanciatore per i Baltimore Orioles della Major League Baseball (MLB).

## Stile di lancio
Corbin Burnes possiede un arsenale di sei tipi di lancio: cutter (il più utilizzato, a una velocità media di 94 mph), curveball (80 mph), changeup (89 mph), slider (86 mph) e sinker (95 mph). Raramente si affida alla fastball a quattro cuciture (95 mph). La sua caratteristica cutter, in particolare, è considerata una delle più efficaci della MLB. Nel corso della stagione 2023, inoltre, ha dato alla sua slider un movimento orizzontale più pronunciato trasformandola in una sorta di sweeper, utilizzata soprattutto contro battitori destri, nonostante lui stesso abbia dichiarato di non considerare questo suo lancio una sweeper ma una classica slider.

## Carriera

### Carriera amatoriale
Burnes frequentò la Centennial High School nella sua città natale Bakersfield, in California. Nel 2013, in 22 partite, registrò un record di 9 vittorie e 4 sconfitte con una media PGL di 2,23. Dopo aver giocato a livello di college sempre in California, si trasferì in Massachusetts lanciando per gli Orleans Firebirds della Cape Cod Baseball League, prima di essere selezionato dai Milwaukee Brewers al quarto giro del draft del 2016.

### Minor League Baseball
Burnes debuttò da professionista nella Minor League Baseball con gli Arizona League Brewers per poi essere promosso nei Wisconsin Timber Rattlers di A-avanzata. In queste due esperienze, Burnes ha registrato un record di 3 vittorie e 0 sconfitte con una media PGL di 2,02. Nel 2017 giocò dapprima con i Carolina Mudcats per passare poi ai Biloxi Shuckers, registrando in totale un record di 8-3 e una media di punti concessi pari a 1,67, prestazioni che lo resero il secondo miglior prospetto dell'organizzazione in vista della stagione 2018.

### Major League Baseball

#### 2018
Dopo aver iniziato la stagione con i Colorado Springs Sky Sox, Burnes fu promosso nel roster della prima squadra l'8 luglio. Due giorni più tardi fece il suo debutto in MLB contro i Miami Marlins, lanciando due inning senza concedere punti e ottenendo la sua prima salvezza nelle majors. Chiuse la sua prima stagione con 38 inning lanciati, 7 vittorie, 0 sconfitte e una media PGL di 2,61. Si fece notare anche in Postseason, lanciando quattro inning senza concedere punti contro i Colorado Rockies in gara-3 della NLDS e registrando le ultime sei eliminazioni nella vittoriosa gara-6 della NLCS contro i Los Angeles Dodgers.

#### 2019
A inizio stagione, Burnes venne inserito nella rotazione dei partenti. Dopo però aver concesso 11 fuoricampo in appena 3 partenze, tornò ad essere utilizzato come lanciatore di rilievo. Tuttavia le sue prestazioni non migliorarono, e dopo aver passato anche un periodo in infermeria per problemi alla spalla, chiuse la stagione con appena 1 vittoria e 5 sconfitte in 32 partite giocate e 49 inning lanciati con una media PGL di 8,82.

#### 2020
Nella breve stagione 2020 Burnes tornò a far parte della rotazione dei partenti, ottenendo risultati decisamente migliori rispetto alla stagione precedente: in 9 partenze ottenne 4 vittorie, 1 sconfitta e una media PGL pari a 2,11. Le buone prestazioni stagionali gli valsero il sesto posto finale nella votazione per il Cy Young Award della National League, il riconoscimento che premia il miglior lanciatore stagionale della lega.

#### 2021: l'anno della consacrazione
Entrato stabilmente nella rotazione dei Brewers, Burnes cominciò la stagione realizzando il record MLB di maggior numero di strikeout senza concedere basi su ball, 58. In luglio ottenne la sua prima convocazione per l'All-Star Game, mentre il 12 agosto, contro i Chicago Cubs eguagliò il record MLB di strikeout consecutivi in una singola partita. Nella partita contro i Cleveland Indians dell'11 settembre realizzò insieme al closer Josh Hader un combined no-hitter, totalizzando 14 strikeout e giocando una partita perfetta fino al settimo inning, quando concesse una base su ball a Myles Straw.
Chiuse la stagione regolare con 167 inning lanciati in 28 partenze (record 11-5), 234 strikeout e una media PGL di 2,43, la migliore stagionale in Major League. Le prestazioni offerte e i record infranti gli valsero il suo primo Cy Young Award, diventando il terzo lanciatore nella storia dei Brewers ad ottenere il prestigioso riconoscimento.
In Postseason fu selezionato come partente per gara-1 della NLDS contro gli Atlanta Braves, dove lanciò sei inning senza subire punti.

#### 2022
Burnes fu scelto come lanciatore partente dell'Opening Day contro i Chicago Cubs. In luglio prese parte al suo secondo All-Star Game. A fine stagione registrò 33 partenze (record stagionale MLB) lanciando 202 inning e ottenendo 12 vittorie (entrambi record stagionali personali), con una media PGL di 2,94 e totalizzando 243 strikeout (record stagionale della National League). Nonostante le buone prestazioni offerte non riuscì a bissare il successo dell'anno precedente nelle votazioni per il Cy Young Award, dove giunse settimo.

#### 2023
A inizio stagione, Burnes ebbe delle divergenze con la dirigenza dei Brewers nelle trattative di salary arbitration, raccontando di essere rimasto "deluso" dagli avvenimenti e spiegando come il rapporto con la franchigia ne sia uscito “peggiorato”. Nonostante le problematiche contrattuali, Burnes rimase l'ace della rotazione di Milwaukee e contribuì alla qualificazione dei Brewers alla Postseason. Venne convocato per il suo terzo All-Star game consecutivo e concluse la stagione con 193,2 inning lanciati in 32 partenze e una media PGL di 3,39. In Posteason prese parte a gara-1 delle Wild Card Series contro gli Arizona Diamondbacks, ottenendo però la sconfitta dopo aver concesso 4 punti in 4 inning lanciati.

#### 2024
Il 2 febbraio 2024 Burnes lascia i Brewers e passa ai Baltimore Orioles in uno scambio che vede i prospetti DL Hall e Joey Ortiz fare il percorso inverso.
Viene scelto come lanciatore partente per l'Opening Day. Il 28 marzo debutta quindi con la sua nuova squadra, concedendo 1 solo punto in 6 inning contro i Los Angeles Angels e realizzando 11 strikeout.

## Statistiche
aggiornate al 21 aprile 2024.
| Stagione                                    | Squadra                                     | Lega                                        | Partenze | Inning | Vittorie | Sconfitte | Salvezze | Strikeout | Basi su ball | Punti concessi | Media PGL | WHIP  |
| ------------------------------------------- | ------------------------------------------- | ------------------------------------------- | -------- | ------ | -------- | --------- | -------- | --------- | ------------ | -------------- | --------- | ----- |
| 2018                                        | Milwaukee Brewers                           | NL                                          | 0        | 38,0   | 7        | 0         | 1        | 35        | 11           | 11             | 2,61      | 1,000 |
| 2019                                        | Milwaukee Brewers                           | NL                                          | 4        | 49,0   | 1        | 5         | 1        | 70        | 20           | 48             | 8,82      | 1,837 |
| 2020                                        | Milwaukee Brewers                           | NL                                          | 9        | 59,2   | 4        | 1         | 0        | 88        | 24           | 14             | 2,11      | 1,022 |
| 2021                                        | Milwaukee Brewers                           | NL                                          | 28       | 167,0  | 11       | 5         | 0        | 234       | 34           | 45             | 2,43      | 0,940 |
| 2022                                        | Milwaukee Brewers                           | NL                                          | 33       | 202,0  | 12       | 8         | 0        | 243       | 51           | 66             | 2,94      | 0,965 |
| 2023                                        | Milwaukee Brewers                           | NL                                          | 32       | 193,2  | 10       | 8         | 0        | 200       | 66           | 73             | 3,39      | 1,069 |
| 2024                                        | Baltimore Orioles                           | AL                                          | 5        | 29,1   | 3        | 0         | 0        | 29        | 5            | 9              | 2,76      | 0,920 |
| Totale carriera (aggiornamento a fine 2023) | Totale carriera (aggiornamento a fine 2023) | Totale carriera (aggiornamento a fine 2023) | 108      | 721,0  | 46       | 27        | 2        | 884       | 206          | 260            | 3,25      | 1,051 |

In grassetto i record stagionali di lega, in grassetto e corsivo i record stagionali di tutta la MLB.

## Palmarès

### Club
- National League Central: 3

Milwaukee Brewers: 2018, 2021, 2023

### Individuale
- MLB All-Star: 3

2021, 2022, 2023
- Lanciatore di un combined no-hitter (con Josh Hader) l'11 settembre 2021